# Битва при Вольтурно
Битва при Вольтурно (итал. Battaglia del Volturno) — сражение в Италии, на реке Вольтурно, севернее Неаполя, произошедшее в сентябре — октябре 1860 года между войсками «тысячи» Джузеппе Гарибальди и армией Королевства Обеих Сицилий. Это одно из самых важных сражений Рисорджименто, как по количеству участвующих бойцов, так и по результатам, полученным Гарибальди, который положил конец наступлению армии Бурбонов после её реорганизации под стенами Капуи.

## Предыстория
После победы объединённых войск Франции и Сардинского королевства в битве при Сольферино в 1859 году, Дж. Гарибальди организует вооруженное вторжение в Южную Италию и Сицилию с целью свержения правящих там Бурбонов и окончательного объединения Италии. Начало этой «экспедиции тысячи» было положено высадкой 11 мая 1860 году бойцов Гарибальди на западном побережье Сицилии в районе Марсалы. После побед при Каталафими, Палермо и Милаццо в руках «тысячи» оказалась вся Сицилия, после чего Гарибальди переправился на юг Аппенинского полуострова. Практически не встречая сопротивления, его войска 7 сентября с триумфом вошли в Неаполь. К этому времени число краснорубашечников выросло до 24 тысяч; в их числе были также переодетые сардинские солдаты и офицерв, неаполитанские солдаты-перебежчики и отряд венгерских добровольцев («венгерский легион»). Бежавший из столицы король Королевства Обеих Сицилий Франциск IIрасположил свою ставку севернее Неаполя, в крепости Гаэта. В течение нескольких недель неаполитанская армия была переформирована в Капуе под командованием маршала Дж. Ритуччи и, насчитывая 41 тысячу солдат и офицеров, готовилась к решающей битве. 

## Ход сражения
Первые стычки с добровольцами Гарибальди произошли 26 и 29 сентября. 30-го неаполитанские войска предприняли попытку переправы через реку Трифлиско, чтобы достичь Санта-Мария-а-Валоньо, но были остановлены шквальным огнем двух рот бригады Спангаро, дислоцированной в Сан-Иорио. На следующий день Ритуччи решил провести лобовую атаку двумя дивизиями против центра Гарибальди, который занимал линию, идущую от Сант-Анджело-ин-Формис и Санта-Мария-а-Вико. После победы Ритуччи надеялся достичь Казерты, а затем и самого Неаполя.
Войска Гарибальди занимают фронт шириной в двадцать километров, чтобы защитить многочисленные дороги в Неаполь и Казерту: слева они занимают Сант-Анджело под командованием Джакомо Медичи и Санта-Мария-Капуа-Ветере бригадой Мильбица; выдвинутый центр к северу от Казерты под командованием Гаэтано Сакки и Бронцетти, за ними в Козерте штаб Гарибальди и резерв Иштвана Тюрра; на правом фланге впереди Маддалони дивизия Нино Биксио.
1 октября, около 6 часов утра, неаполитанский генерал Анфан де Ривера атаковал Джакомо Медичи в Сант-Анджело, Табакки и Руджери атаковали Мильбица в Санта-Марии, а Мечел двинулся на Нино Биксио в Маддалони. Авангарду Бурбонов в 25 тыс. человек, состоявшему из неаполитанцев, швейцарцев и баварцев, противостояло 24 тысячи гарибальдийцев. Захваченные врасплох неожиданной атакой неаполитанцев, краснорубашечники вначале смешали ряды и начали отступать, однако появление на передовой линии самого Гарибальди укрепило их дух и помогло удержать положение. Гарибальди отправил подкрепление Мильбицу и Медичи. В 14:00 Медичи и Мильбиц контратаковали, оттеснив неаполитанцев к Капуе. Тяжёлая схватка продолжилась с переменным успехом.  Незадолго до захода солнца решительная контратака «красных рубашек» под командованием генерала Нино Биксио заставила неаполитанцев Мечела также отступить.
После отступления Мечела осталась только колонна Бурбонов (3000 человек) полковника Перроне, изолированная недалеко от Казерты. Утром 2 октября она была атакована гарибальдийцами с помощью подошедшего 1-го батальона пьемонтских берсальеров майора Сольдо. Колонна неаполитанцев отступила на север, что положило конец боям.
В сражении из 24 тысяч гарибальдийцев около 1 600 погибли и были ранены. Неаполитанские войска потеряли почти 1000 убитыми и ранеными и более 2000 взятыми в плен.

## Присоединение Юга
В связи со впечатляющими успехами Дж. Гарибальди на юге Италии, премьер-министр Сардинского королевства Камилло Кавур, не желавший усиления левого, революционного течения в Рисорджименто, отправил сардинскую армию на юг. 26 октября 1860 года у Теано, близ Неаполя, произошла историческая встреча Гарибальди и сардинского короля Виктора-Эммануила II. Гарибальди приветствовал его как «короля Италии». Вскоре прибыло подкрепление из Пьемонта, которое разгромило королевские войска при Гаэте и заставило короля Франциска II бежать.